# Veszélyes Henry
A Veszélyes Henry (eredeti cím: Henry Danger) 2014 és 2020 között vetített amerikai televíziós vígjáték sorozat, amelyet Dan Schneider és Dana Olsen alkotott.
A sorozat producerei Christopher J. Nowak, Jeffrey Goldstein, Kim Sherwood, Andrew Hirsch és Jace Norman. A zeneszerzői Michael Corcoran és Zack Hexum. Főszerepben Jace Norman, Cooper Barnes, Riele Downs, Sean Ryan Fox, Ella Anderson és Michael D. Cohen láthatóak. A sorozat a Schneider's Bakery és a Nickelodeon Productions gyártásában készült, forgalmazója a Nickelodeon. Amerikában az első epizód premierje 2014. július 26-án volt a Nickelodeonon. Magyarországon szintén Nickelodeon mutatta be 2015. július 5-én.

## Cselekmény
Egy Henry Hat (Jace Norman) nevű 13 éves fiú délutáni munkát keresve rátalál egy furcsa és szokatlan boltra, melynek legalsó szintjén egy eltitkolt bázis van. A bázison Henry találkozik  Ray Manchesterrel (Cooper Barnes) és állásinterjúzás közben kiderül, hogy Ray a sérthetetlen Hőskapitány, aki a várost védi. Ha felfújja az ún. "speckó rágó"-t, átváltozik. Hőskapitány felfogadja Henryt a társának és elnevezi Veszélyes Tininek. Sokáig együtt üldözik a bűnt, ám a szuperhőssegéd élet nem csak játék és mese: Henrynek el kell titkolnia 2. énjét a szülei (Jeffrey Nicolas és Kelly Sullivan) a kishúga Peiper (Ella Anderson), Jusper Dunlop (Sean Ryan Fox) és Charlotte Page (Riele Downs) (akik mellesleg a legjobb barátai) elől, ami nem könnyű feladat.

## Szereplők

### Főszereplők
| Szereplő                     | Színész                   | Magyar hang                                        |
| ---------------------------- | ------------------------- | -------------------------------------------------- |
| Henry Hart / Veszélyes Tini  | Jace Norman               | Pál Dániel Máté                                    |
| Henry Hart / Veszélyes Tini  | Jace Norman               | Morvay Gábor (Game Shakers)                        |
| Henry Hart / Veszélyes Tini  | Jace Norman               | Melis Gábor (mélyítve)                             |
| Henry Hart / Veszélyes Tini  | Jace Norman               | Maszlag Bálint (fiatalon az Emlékek c. részben)    |
| Ray Manchester / Hőskapitány | Cooper Barnes             | Széles Tamás (1. hang)                             |
| Ray Manchester / Hőskapitány | Cooper Barnes             | Pál Tamás (2. hang)                                |
| Charlotte Page               | Riele Downs               | Györke Laura                                       |
| Charlotte Page               | Riele Downs               | Hermann Lilla (énekhang)                           |
| Jasper Dunlop                | Sean Ryan Fox             | Nagy Gereben                                       |
| Jasper Dunlop                | Sean Ryan Fox             | Sándor Barnabás (fiatalon az "Emlékek" c. részben) |
| Piper Hart                   | Ella Anderson             | Gyarmati Laura (1. hang)                           |
| Piper Hart                   | Ella Anderson             | Kobela Kíra (2. hang)                              |
| Piper Hart                   | Debbie McLeod (a jövőből) | Téglás Judit (a jövőből)                           |
| Schwoz Schwartz              | Michael D. Cohen          | Pálfai Péter                                       |
| Schwoz Schwartz              | Michael D. Cohen          | Fekete Zoltán (énekhang)                           |
| Schwoz Schwartz              | Michael D. Cohen          | Szokol Péter (Game Shakers)                        |

### Mellékszereplők
| Szereplő               | Színész                | Magyar hang                    |
| ---------------------- | ---------------------- | ------------------------------ |
| Kris Hart              | Kelly Sullivan         | Orosz Anna                     |
| Jake Hart              | Jeffrey Nicholas Brown | Lengyel Tamás (1. hang)        |
| Jake Hart              | Jeffrey Nicholas Brown | Czető Roland (2. hang)         |
| Jake Hart              | Jeffrey Nicholas Brown | Karácsonyi Zoltán (3. hang)    |
| Drex                   | Tommy Walker           | Kisfalusi Lehel (5. évad)      |
| Oliver                 | Matthew Zhang          | Bogdán Gergő                   |
| Sydney                 | Joe Kaprielian         | Straub Norbert                 |
| Gooch                  | Duncan Bravo           | Fazekas István                 |
| Dr. Minyak             | Mike Ostroki           | Fellegi Lénárd                 |
| Cohot nővér            | Amber Bela Muse        | Sallai Nóra                    |
| A totyogó              | Ben Giroux             | Karácsonyi Zoltán              |
| Willard Alpolgármester | Timothy Brennan        | Petridisz Hrisztosz            |
| Jeff                   | Ryan Grassmeyer        | Mészáros Máté                  |
| Miss Shapen            | Jill Benjamin          | Agócs Judit (Csak egy részben) |
| Miss Shapen            | Jill Benjamin          | Kis-Kovács Luca                |
| Láthatatlan Brad       | Jake Farrow            | Jakab Csaba                    |
| Frankini               | Frankie Grande         | Nagy Dániel Viktor             |
| Shaft                  | Hawk Walts             | Barabás Kiss Zoltán            |
| Rick Twitler           | David Blue             | Moser Károly (1. hang)         |
| Rick Twitler           | David Blue             | Fehér Tibor (2. hang)          |

### Vendégszereplők
| Szereplő          | Színész             | Magyar hang     | Szerepeltek         |
| ----------------- | ------------------- | --------------- | ------------------- |
| Phoebe Thunderman | Kira Kosarin        | Laudon Andrea   | A Thunderman család |
| Max Thunderman    | Jack Griffo         | Czető Ádám      | A Thunderman család |
| Herb              | Ronnie Clark        | Fehér Péter     | Sam és Cat          |
| Goomer            | Zoran Korach        | ?               | Sam és Cat          |
| Babe              | Cree Cicchino       | Mayer Szonja    | Game Shakers        |
| Kenzie            | Madisyn Shipman     | Boldog Emese    | Game Shakers        |
| Triple G (Trip)   | Benjamin Flores Jr. | Bogdán Gergő    | Game Shakers        |
| Hudson            | Thomas Kuc          | ?               | Game Shakers        |
| Double G (Doub)   | Kel Mitchell        | Ágoston Péter   | Game Shakers        |
| Nyuszi            | Bubba Ganter        | Törköly Levente | Game Shakers        |
| Durva             | Sheldon Bailey      | ?               | Game Shakers        |
| Snoop Dogg        | Snoop Dogg          | Galambos Péter  | Game Shakers        |
| Arc               | Owen Joyner         | Baráth István   | Lovag iskola        |
| Ciara             | Daniella Perkins    | Hermann Lilla   | Lovag iskola        |
| Ryker             | Geno Segers         | Seder Gábor     | Lovag iskola        |

## Magyar szinkron[2]
A szinkront a Nickelodeon megbízásából az SDI Media Hungary készítette.
| Magyar szinkron  | Magyar szinkron       | Magyar szinkron       |
| ---------------- | --------------------- | --------------------- |
| Bemondó:         | Endrédi Máté          | Endrédi Máté          |
| Magyar szöveg:   | Berzsenyi Márta       | Berzsenyi Márta       |
| Hangmérnök:      | Weichinger Kálmán     | Weichinger Kálmán     |
| Vágó:            | Pilipár Éva           | Wünsch Attila         |
| Gyártásvezető:   | Molnár Melinda        | Molnár Melinda        |
| Szinkronrendező: | Dezsőffy Rajz Katalin | Dezsőffy Rajz Katalin |

## Epizódok
| Évad | Évad | Epizódok | Eredeti sugárzás     | Eredeti sugárzás  | Magyar sugárzás a -on | Magyar sugárzás a -on | Magyar sugárzás a -en | Magyar sugárzás a -en |
| Évad | Évad | Epizódok | Évadpremier          | Évadfinálé        | Évadpremier           | Évadfinálé            | Évadpremier           | Évadfinálé            |
| ---- | ---- | -------- | -------------------- | ----------------- | --------------------- | --------------------- | --------------------- | --------------------- |
|      | 1    | 26       | 2014. július 26.     | 2015. május 16.   | 2015. július 5.       | 2016. március 6.      | 2021. szeptember 4.   | 2021. szeptember 21.  |
|      | 2    | 19       | 2015. szeptember 12. | 2016. július 17.  | 2016. július 3.       | 2017. január 8.       | 2021. szeptember 11.  | 2021. október 1.      |
|      | 3    | 19       | 2016. szeptember 17. | 2017. október 7.  | 2017. április 9.      | 2018. március 25.     | 2022. január 15.      | 2022. február 20.     |
|      | 4    | 24       | 2017. október 21.    | 2018. október 20. | 2018. május 27.       | 2020. április 1.      | 2022. január 3.       | TBA                   |
|      | 5    | 40       | 2018. november 3.    | 2020. március 21. | 2019. február 17.     | 2020. október 18.     | 2022. január 4.       | TBA                   |

## Gyártás
2014. március 13-án berendeltek 26 részt a sorozatból. 2014. július 26-án egy 1 órás különleges epizóddal indult el az 1. évad. 2014. november 18-án berendelték a 2. évadra. A 2016. március 2-án a sorozatot megújították egy harmadik évadra. 2016. november 16-án berendelték a negyedik évadot. 2018. július 27-én berendelték az ötödik és egyben az utolsó évadot.

## Kapcsolódó műsorok

### Veszélyes Tini kalandjai
2017. március 2-án a Nickelodeon bejelentette, hogy egy számítógépes animációs sorozat készül The Adventures of Kid Danger címmel. A sorozat premierje 2018. január 15-én volt.

### Veszélyes Osztag
2020. február 19-én bejelentették, hogy a Veszélyes Henry
kap egy spin-off sorozatot, amelyet 2020. március 28-án mutattak be. A sorozatot Christopher J. Nowak készítette.

## Sugárzás
| Ország             | Csatorna    | Premier           |
| ------------------ | ----------- | ----------------- |
| Kanada             | YTV         | 2014. október 8.  |
| Ausztrália         | Nickelodeon | 2015. január 24.  |
| Új-Zéland          | Nickelodeon | 2015. január 24.  |
| Egyesült Királyság | Nickelodeon | 2015. február 16. |
| Írország           | Nickelodeon | 2015. február 16. |
| Amerika            | Nicktoons   | 2015. május 4.    |
| Franciaország      | Nickelodeon | 2015. május 23.   |

## Díjátadók és jelölések
| Év   | Díjátadó                 | Kategória        | Jelölt          | Eredmény |
| ---- | ------------------------ | ---------------- | --------------- | -------- |
| 2015 | 2015 Kids' Choice Awards | Kedvenc TV műsor | Veszélyes Henry | Jelölve  |
| 2017 | 2017 Kids’ Choice Awards | Kedvenc TV műsor | Veszélyes Henry | Elnyerte |
| 2018 | 2018 Kids’ Choice Awards | Kedvenc TV műsor | Veszélyes Henry | Jelölve  |
| 2019 | 2019 Kids’ Choice Awards | Kedvenc TV műsor | Veszélyes Henry | Jelölve  |